# Atentados de Estambul de 2003
Los atentados de Estambul de 2003 ocurrieron cuando cuatro coches bomba estallaron en Estambul, Turquía los días 15 y 20 de noviembre de 2003, dejando 58 muertos y más de 700 heridos (sumando todos los ataques). Los blancos fueron dos sinagogas, una sucursal del banco HSBC y el consulado del Reino Unido. Entre los muertos se encontraba el cónsul británico en la ciudad. En el primer ataque del 15 de noviembre fallecieron 23 personas, entre ellas seis judíos y dos musulmanes.

## Explosiones

### 15 de noviembre
El 15 de noviembre de 2003, dos camiones con bombas impactaron en las sinagogas Bet Israel y Neve Shalom en Estambul, Turquía y explotaron. Las explosiones devastaron las sinagogas y mataron a veintitrés personas, en su mayoría ciudadanos turcos, e hirió a otras 300. Un grupo militante islámico, el Frente Islámico del Gran Oriente, se atribuyó la responsabilidad de los atentados, pero los funcionarios del gobierno turco rechazaron estas afirmaciones, señalando que este subgrupo no tenía suficientes recursos para llevar a cabo un ataque planificado y tan intrincado.

### 20 de noviembre
Cinco días después, el 20 de noviembre, el presidente de los Estados Unidos George W. Bush estaba en una reunión en Reino Unido con el primer ministro, Tony Blair. Al mismo tiempo dos camiones bomba explotaron en una sucursal del banco HSBC y en el consulado británico, matando a treinta personas e hiriendo a otras 400. Varios británicos murieron en los dos ataques, entre ellos el funcionario británico superior en Estambul, el cónsul general Roger Short, mientras que el resto de las víctimas eran en su mayoría ciudadanos turcos.

## Responsabilidad
74 personas fueron juzgados por los ataques, y 26 de ellos pagaron fianza. El 16 de febrero de 2007, el ciudadano sirio Loai al-Saqa y el ciudadano turco Harun Ilhan fueron declarados culpables y condenados a 67 cadenas perpetuas consecutivas, una por cada víctima del atentado más términos adicionales de terrorismo, al igual que otros cinco hombres turcos condenados por organizar el atentado: Fevzi Yeliz (para ayudar a construir los camiones bomba), Yusuf Polat, Baki Yigit, Osman Eken y Adnan Ersoz. Las autoridades turcas afirmaron que al-Saqa era cercano a Al Qaeda.